# Metopoceras heliothidia
Metopoceras heliothidia är en fjärilsart som beskrevs av George Francis Hampson 1896. Metopoceras heliothidia ingår i släktet Metopoceras och familjen nattflyn. Inga underarter finns listade i Catalogue of Life.